# Парма Хајтс (Охајо)
Парма Хајтс (енгл. Parma Heights) град је у америчкој савезној држави Охајо.

## Демографија
По попису из 2010. године број становника је 20.718, што је 941 (-4,3%) становника мање него 2000. године.
| Група             | 2000.          | 2010.          |
| Белци             | 20.300 (93,7%) | 18.400 (88,8%) |
| Афроамериканци    | 253 (1,2%)     | 571 (2,8%)     |
| Азијати           | 505 (2,3%)     | 631 (3,0%)     |
| Хиспаноамериканци | 351 (1,6%)     | 793 (3,8%)     |
| Укупно            | 21.659         | 20.718         |